# Lauberhorn
Il Lauberhorn è una montagna della Svizzera. Alto 2.472 m s.l.m., fa parte del massiccio dello Jungfrau, nel Canton Berna. Sul versante che scende verso la località di Wengen sono state realizzate importanti piste sciistiche per la discesa libera (Lauberhorn) e per lo slalom speciale (Männlichen/Jungfrau), che ospitato annualmente il Trofeo del Lauberhorn (dal 1967 valido per la Coppa del Mondo di sci alpino).